# David Generelo
David Generelo Miranda (Badajoz, 11 agosto 1982) è un allenatore di calcio ed ex calciatore spagnolo, di ruolo centrocampista, tecnico in seconda del Granada.

## Carriera
A tredici anni Generelo entrò a far parte delle giovanili del Club Deportivo Badajoz, la squadra più importante della sua città, e vinse per quattro volte il campionato giovanile.
Con la selezione Under-16 dell'Estremadura raggiunse la finale del torneo delle Comunità autonome della Spagna.
Nonostante facesse parte delle giovanili, si allenò diverse volte con la prima squadra del Badajoz.
Nel 1999 fu ceduto in prestito al Real Saragozza B, in Segunda División B. Nella sua prima stagione con la squadra filiale del club aragonese sfiorò la promozione in Segunda División.
Le sue prestazioni convinsero il Real Saragozza ad acquistarlo definitivamente.
Nel 2002 l'allenatore Paco Flores lo chiamò a far parte della prima squadra, che giocava in Segunda División. Generelo giocò quattro partite e il Real Saragozza fu promosso in massima serie.
Il 31 agosto 2002 esordì in Primera División, scendendo in campo alla Romareda al 70'  contro il Deportivo. Gli aragonesi erano sotto di un gol e non riuscirono a pareggiare. In quella stagione il Real Saragozza vinse la Coppa del Re battendo in finale il Real Madrid allo Stadio olimpico Lluís Companys di Barcellona.
Nella stagione successiva gli aragonesi vinsero la Supercoppa di Spagna contro il Valencia e parteciparono alla Coppa UEFA.
Il 21 ottobre 2004 Generelo debuttò in Coppa UEFA entrando in campo all'85' della partita del Girone C contro gli olandesi dell'Utrecht.
Il 1º dicembre segnò il primo gol in Europa, regalando alla sua squadra la vittoria per 2-1 contro il Dnipro Dnipropetrovs'k.
Il Real Saragozza arrivò agli ottavi di finale ma dovette arrendersi di fronte agli austriaci dell'Austria Vienna, che eliminarono gli spagnoli grazie alla regola dei gol fuori casa. Generelo giocò la partita di andata, che finì 1-1 a Saragozza.
Nella stagione 2006-2007 fu ceduto in prestito al Gimnàstic de Tarragona in Primera División. Con i catalani giocò 26 partite e la squadra concluse il campionato all'ultimo posto. A fine stagione Generelo tornò al Real Saragozza e il campionato si concluse di nuovo con una retrocessione.
Nella stagione 2008-2009 giocò 23 partite e segnò un gol, il Saragozza arrivò secondo, a un punto dallo Xerez, e tornò subito in massima serie.
Nell'estate del 2009 è passato all'Elche, in Segunda División. Ha esordito con la nuova maglia il 2 settembre nella partita di Coppa del Re contro il Cartagena persa 3-2. Nella stessa stagione ha giocato anche 25 partite in campionato, segnando due gol: il 18 aprile 2010 contro il Castellón e il 22 maggio nella partita vinta 4-0 contro il Girona.
Nella stagione 2010-2011 l'Elche ha concluso il campionato al quarto posto, guadagnando l'accesso ai play-off. Dopo aver eliminato il Real Valladolid i valenziani si sono arresi al Granada della famiglia Pozzo, che ha ottenuto la promozione in massima serie grazie alla regola dei gol fuori casa.
Nel gennaio del 2014 passa al Maiorca 

## Palmarès

### Club
- Coppa di Spagna: 1

Real Saragozza: 2003-2004
- Supercoppa di Spagna: 1

Real Saragozza: 2004
- Segunda División: 1

Elche: 2012-2013